# 안동 석빙고
안동 석빙고(安東 石氷庫)는 경상북도 안동시에 있는 조선시대의 건축물이다. 1963년 1월 21일 대한민국의 보물 제305호로 지정되었다.

## 개요
석빙고는 얼음을 저장하기 위해 돌을 쌓아 만든 창고이다. 특히 이 석빙고는 낙동강에서 많이 잡히는 은어를 국왕에게 올리기 위해 만들어진 것으로, 조선 영조 13년(1737)에 지어졌다. 형태는 동·서로 흐르는 낙동강 기슭의 넓은 땅에 강줄기를 향하여 남북으로 길게 누워 있으며, 입구는 특이하게 북쪽에 옆으로 내었다.
안으로 계단을 따라 들어가면 밑바닥은 경사져 있으며, 중앙에는 물이 강으로 흘러가도록 만든 배수로가 있다. 천장은 길고 크게 다듬은 돌들을 무지개모양으로 틀어올린 4개의 홍예(虹霓)를 세워 무게를 지탱하도록 하고, 각 홍예 사이는 긴 돌들을 가로로 채워 마무리하였다. 천장의 곳곳에는 환기구멍을 두었는데, 이는 안의 기온을 조절하기 위하여 설치한 것으로 바깥까지 연결하였다.
전체적으로 규모는 큰 편은 아니나 보존상태는 양호하다. 특히 석빙고는 그 위치가 매우 중요한데, 안동댐 건설로 수몰될 위기에 처하여 지금은 본래의 위치보다 높은 곳으로 옮겨왔다. 이전에는 바로 옆에 강이 흘러서 얼음을 운반하기가 아주 쉬웠을 것으로 보인다.

## 같이 보기
- 빙고 (관청)
- 석빙고

## 참고 자료
- 안동 석빙고 - 국가유산청 국가유산포털